# Sílvio José Canuto
Sílvio José Canuto (* 17. Januar 1977 in São Jerônimo da Serra), auch bekannt als Silvinho, ist ein ehemaliger brasilianischer Fußballspieler und -trainer.

## Karriere
Silvinho begann seine Karriere 1995 beim Zweitligisten Londrina EC. 1996 wechselte er zu XV de Piracicaba. Von 1997 bis 1999 war er beim Erstligisten Guarani FC unter Vertrag. Danach spielte er bei Athletico Paranaense und SC Internacional. 2002 wechselte er zum japanischen Erstligisten Vegalta Sendai. Am Ende der J1 League 2003 stieg der Verein in die zweite Liga ab. Für Sendai bestritt er 117 Ligaspiele und schoss dabei 11 Tore. 2006 wechselte er zum Erstligisten Albirex Niigata. 2008 kehrte er nach Brasilien zurück und unterschrieb einen Vertrag bei EC Vitória. 2009 wechselte er zu EC São José. Am Ende der Série A 2009 stieg der Verein in die zweite Liga ab. 2010 wechselte er zum japanischen Zweitligisten Yokohama FC. Danach spielte er beim brasilianischen Chapecoense, Comercial FC (Ribeirão Preto) und Londrina EC. 2012 beendete er seine Karriere als Fußballspieler.